# Bana Alabed
Bana Alabed (em árabe: البنا العبد, Síria, nascida em 2009), é uma menina síria que afirma ter tweetado de Aleppo com a ajuda de sua mãe auto-identificada. A maioria de seus tweets foram sobre ataques aéreos, morte, medo, fome, anseio por infância em sua área, o distrito de al-Bab, no leste de Aleppo, pedindo paz, fotos e vídeos.

## Trabalho
A conta do Twitter de Alabed, @AlabedBana, foi criada em 24 de setembro de 2016. O Twitter recentemente verificou a autenticidade da conta e a identidade da criança Alabed. É administrado por sua mãe, Fatemah, que era professora de inglês. Bana Alabed também tem o sonho de ser professora, mas parou de ir à escola por causa da guerra que destruiu sua escola. Ela recebeu uma cópia do ebook de Harry Potter de J. K. Rowling em novembro após tweetar com ela e como não poderia obter uma cópia física localmente. A casa de sua família foi destruída durante um bombardeio no final do mês, mas ela e sua família afirmaram ter sobrevivido com pequenas lesões.
Em 4 de dezembro de 2016, durante a 17ª ofensiva de Alepo, sua conta foi temporariamente retirada do ar. A conta voltou ao ar depois de dois dias e ela desde então, voltou a retweetar. Ela tem mais de 300.000 seguidores e é verificada. Ela se opôs à Intervenção russa na Guerra Civil Síria.
Seu pai é um advogado que trabalha em um centro legal na região sudeste de Aleppo. Ela tem dois irmãos mais novos, Noor e Mohamed.

## Crítica
Sua conta foi criticada por vários meios de comunicação, e seus pais foram acusados de usar seu filho como uma ferramenta de propaganda. Além disso, seu pai teria trabalhado em um conselho local no sudeste de Aleppo controlado por Jaysh Halab. Além disso, há sérias dúvidas sobre a existência objetiva de Bana Alabed e sua família, no leste de Aleppo ou em qualquer outro lugar.
O New York Times de 7 de dezembro de 2016 relatou em detalhes as razões pelas quais os defensores da ajuda internacional e especialistas em ética nos meios de comunicação que o documento consultou expressaram as razões pelas quais eles suspeitam que a história é provavelmente uma invenção. De acordo com Kathleen Bartzen Culver, diretora do Centro de Ética em Jornalismo da Universidade de Wisconsin-Madison, algumas fontes de notícias pareciam ter "suspendido o ceticismo" ao relatar essa história.